# Eurycercus nigracanthus
Eurycercus nigracanthus är en kräftdjursart som beskrevs av Hann 1990. Eurycercus nigracanthus ingår i släktet Eurycercus och familjen Chydoridae. Inga underarter finns listade i Catalogue of Life.